# Aethalura silbernageli
Aethalura silbernageli là một loài bướm đêm trong họ Geometridae.